# Hej Matematik

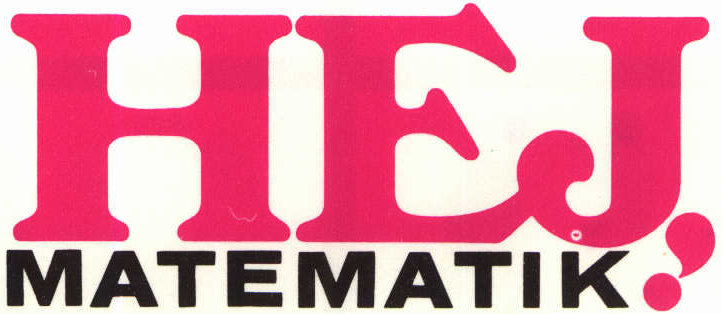
Titelvinjetten, utformad av Inger Wulff.

Hej Matematik! är en svensk serie läroböcker i matematik för lågstadiet och mellanstadiet som användes under 1970- och 1980-talet. Serien gavs ut av Liber Läromedel, Malmö. Författare var Matts Håstad, Leif Svensson och Curt Öreberg. Hej Matematik! utgick bland annat från den så kallade mängdläran för att lära barnen de olika räknesätten.
För varje årskurs fanns dessutom en bok med extrauppgifter för snabba elever, Stjärna och ytterligare en med svårare problem, Planet. Utöver detta fanns för varje årskurs en samling diagnostiska prov med titeln Måne.

## ISBN
Böckerna har namn efter bilderna på framsidan.

### Årskurs 1
- ISBN Apa
- ISBN Hund
- ISBN Elefant
- ISBN Giraff
- ISBN Kamel
- Sol (träning i sifferskrivande)[2]

### Årskurs 2
- ISBN And
- ISBN Svala
- ISBN Tupp
- ISBN Uggla
- ISBN Duva

### Årskurs 3
- ISBN 91-23-60020-9 Abborre
- ISBN 91-23-60020-9 Gädda
- ISBN 91-23-60020-9 Haj
- ISBN 91-23-60020-9 Makrill
- ISBN 91-23-60020-9 Ål

### Årskurs 4
- ISBN 91-23-60030-6 Blåklocka
- ISBN 91-23-60030-6 Maskros
- ISBN 91-23-60030-6 Prästkrage
- ISBN 91-23-60030-6 Tulpan
- ISBN

### Årskurs 5
- ISBN 91-40-41052-8 Grundhäften
- ISBN 91-40-41053-6 Ek
- ISBN 91-40-41054-4 Kastanj
- ISBN 91-40-41055-2 Lönn
- ISBN 91-40-41056-0 Tall

### Årskurs 6
- ISBN 91-40-41064-1 Grundhäften
- ISBN 91-40-41066-8 Ananas
- ISBN 91-40-41067-6 Banan
- ISBN 91-40-41068-4 Citron
- ISBN 91-40-41069-2 Äpple